# 종근당
종근당(鍾根堂, CKD Pharmaceutical Corp.)은 대한민국의 제약회사이다. 외국인 주주 지분율은 8.2%이다.

## 역사
- 1941년 5월 7일에 설립된 종근당의 전신인 궁본약방이다. 창업자 이종근 회장은 약방을 세우기 전 철공소 견습공과 정미소 쌀 배달원을 거쳐 약품 외판원으로 일했다. 그는 자전거를 타고, 서울특별시, 황해도, 충청도 지역의 약방을 돌며 영업을 하던 중 서대문구 아현동에 4평 규모 약방을 차렸다.
- 1946년 이후 궁본약방은 종근당약방으로 이름을 바꿨다.
- 1949년 종근당약방은 국내 최초의 튜브 제품인 다이아졸 연고를 만들기 시작하였고
- 1950년 6.25 한국전쟁으로 인하여 공장과 약방이 무너지고 부산에서 임시 이전되었다.
- 1953년 부산 보수동 임시 공장 건축
- 1956년에는 서울 복귀로 법인을 제약사로 바꾸고 회사 이름은 종근당약방에서 주식회사 종근당제약사로 바꿨다.
- 1957년 덴마크 레오社 기술제휴
- 1960년 대에는 비타구론 등 영양제와 헤모구론 등 임신 빈혈 치료제를 잇따라 선보였다.
- 1960년 종근당에서 생산한 어린이용 구충제 비페라카라멜
- 1962년 종근당이 의약품생산거점 신도림공장 착공
- 1965년 종근당이 의약품생산거점 신도림공장 준공
- 1967년 스위스 호프만 라 로슈社와 독일 베링거인겔하임社 기술제휴
- 1968년 비페라카라멜은 9만 개가 팔리기 시작했다. 이 약은 과자가 귀하던 시절 어린이들이 지나치게 많이 먹어 한때는 보건사회부로부터 제조 금지 통보처분을 받았다.
- 1969년 회사 이름을 종근당 제약사에서 주식회사 종근당으로 바꿨다.
- 1971년 종근당 자회사인 안성유리공업(주) 설립
- 1972년 종근당 중앙연구소 설립
- 1972년 일본 '산텐제약'社, 미국 '센텍스'社와 기술제휴
- 1972년 미국 신텍스社 기술제휴로 피부염 치료제 시날라를 출시했다.
- 1973년 한국 메디카공업(주)을 잇따라 세웠다.
- 1973년 고촌재단 설립
- 1973년 프랑스 '롱프랑'社, 영국 '그락소'社와 기술제휴
- 1974년 광범위 구충제 필콤을 출시했다.
- 1974년 미국 ICN[2]社와 기술제휴로 통해 항정신성 최면진정제 달마돔[3]을 출시했다.
- 1975년 미국 신텍스社 기술제휴로 신경통 치료제 낙센을 출시했다.
- 1976년 주식을 증권거래소에 상장한 것은이다.
- 1976년 기업공개
- 1977년 종근당은 로슈와 제휴를 통해 진통제 사리돈을 출시했다.
- 1977년 농축 순수비타민제 노나비타를 출시했다.
- 1983년 구충제 옥산콤을 출시했다.
- 1983년 무좀약 아스테롤연고를 출시했다.
- 1983년 스위스 제약회사인 로슈社와 합작해 한국로슈를 세웠다. 이후 사리돈은 삼진제약의 게보린과 치열한 시장 1위를 선보였다.
- 1984년 천연 3가지 활성제제 제리아톤을 출시했다.
- 1984년 로슈와 10년 제휴가 끝난 종근당이 국내 기술로 만든 진통제 펜잘을 사리돈의 후속 제품으로 선보였다.
- 1985년 소화제 제스탄을 출시했다.
- 1985년 종근당 제품인 종합소화제 제스탄이 86 아시안 게임과 88 서울 올림픽 공식 소화제로 지정됐다.
- 1986년 영국 '그락소'社와 합작회사인 한국그락소(현,헤일리온코리아) 합작 설립
- 1987년 학교법인 고촌학원 설립
- 1989년 구충제 젤콤을 출시했다.
- 1989년 활성비타민 인코라민을 출시했다.
- 1989년 생약 소화제 속청을 출시했다.
- 1991년 활성비타민 인코라민가 제1회 SBS 광고대상 의약품부문 수상작 수상
- 1992년 펜잘, 속청 93대전엑스포 공식 의약품 지정
- 1993년 종근당 창업자 이종근 회장 별세
- 1993년 이장한 부회장 취임
- 1994년 이장한 회장 취임
- 1994년 고품격 자양강장제 자황을 출시했다.
- 1994년 동양 최대 규모의 완제의약품 생산공장인 종근당 천안공장 착공
- 1997년 한국제약업계 최초로 탑 5천만불 수출탑 수상
- 1998년 동양 최대 규모의 완제의약품 생산공장인 종근당 천안공장이 완공 및 이전되었다.(옛 신도림공장터는 아파트단지 들어옴)
- 1998년 IMF 위기극복 모범기업 선정
- 1999년 7천만불 수출탑 수상
- 1999년 종근당과 삼양사(현,삼양홀딩스 바이오팜부문) 관절염 패취제 류마스탑 판매계약 체결
- 2008년 진통제 펜잘을 리뉴얼한 펜잘큐를 출시했다.
- 2010년 한국조폐공사가 고촌 이종근 회장 '한국의 인물' 선정. 기념메달 발행
- 2011년 종근당 효종연구소 개소
- 2013년 지주회사 분할 (종근당홀딩스:존속분할, 종근당 : 신설법인)
- 2013년 천안공장에 있는 CKD스토리 개소 및 본사에 있는 고촌홀 개소
- 2013년 스위스 젤러社 생약성분에 월경전증후군 치료제 프리페민을 출시
- 2014년 당뇨병 치료제 듀비에 출시
- 2016년 종근당 창립75주년
- 2019년 종근당 천안공장 사내 키즈벨어린이집 개원
- 2024년 스위스 Soho Flordis Internatiol社 개발을 한 기억력감퇴 치료제 브레이닝을 출시
- 2025년 창립 84주년을 맞아 새 CI 변경
- 2025년 대한축구협회와 축구 국가대표팀 공식 협찬사 계약 체결

## 제품
일반의약품
- 속청 (속청액,까스속청,속청케어,속청큐) (제조사 : 동화약품 및 한풍제약)
- 낙센 (낙센정,낙센연질캡슐)
- 시마도나
- 프리페민
- 제스판골드(구,제스탄)
- 펜잘큐 (나이트,더블유,8시간이상 이알)
- 펜잘이알서방정
- 젤콤 (정,현탁액)
- 인코라민스페셜/인코라민프리미엄(구,인코라민)
- 벤포벨
- 액티리버 (액티리버연질캡슐,액티리버골드연질캡슐,액티리버모닝연질캡슐)
- 프리페민
- 시미도나
- 모드콜플루(노즈,코프,나이트,시럽)
- 모드코프S/모드콜S/모드코S(연질캡슐)
- 모드코프/모드콜/모드코(어린이시럽)
- 베비잘 (어린이시럽)
- 큐티펜더 츄어블정
- 이튼큐
- 투스딘
- 액티리버
- 디클로플렉스플라스타
- 케펨 (케펨플라스타, 케펨겔) (제조원 : 태극제약㈜)
- 류파프플라스타
- 종근당 공파스 플라스타
- 스로펜벨플라스타
- 동의고카타플라스마
- 젠빅 연질캡슐
- 은엑손 연질캡슐
- 터논 연질캡슐
- 젠빅 플러스 연질캡슐
- 머시론정 (제조원 : 알보젠코리아)
- 브레이닝캡슐 (제조원 : Soho Flordis International Switzerland)

전문의약품
- 아스테롤정
- 지누메트 (지누메트이엑스알서방정,지누메트정)
- 자누비아정
- 리보트릴정
- 바리움정
- 타미플루캡슐 (항 바이러스제)
- 낙센 (낙센에프정,낙센에스정,낙센에프서방정)
- 잘라콤점안액
- 네비도 (독일 바이엘 남성호르몬 브랜드)
- 프리베나13주 (미국 화이자 백신 브랜드)

의약외품
- 속청쿨
- 자황력 (제조사 : 광동제약)
- 산에는 삼

## 판매 종료 제품
※구 궁본약방/종근당제약사/신도림공장/현재의 천안공장까지만 생산된 의약품
- 제스탄(제스판골드로 상표명 변경)
- 생력
- 필콤
- 옥산콤
- 아스테롤연고
- 제리아톤
- 류마스탑 (현재는 삼양홀딩스 바이오팜부문으로 이관)
- 롱키본골드
- 나이킨
- 러미라
- 사리돈 (현재는 광동제약→바이엘코리아로 판매이관)
- 몰톤S
- 앰씰린
- 옥시마이신
- 스테멕스
- 케포란
- 올아민
- 라이덱스
- 박트림
- 달마돔 (현재는 고려제약으로 판매이관)
- 테라싸이클린
- 벤토린
- 하나신
- 시날라
- 노나비타
- 히스타민
- 고노카인
- 네오오잉
- 비타구론
- 파파농
- 비페라·비페라 카라멜
- 다이아졸 연고
- 코데닝
- 칼슘페니실린V
- 칼시펜
- 크로루시럽
- 론칠
- 펜잘레이디

## 사업장
- 천안공장 : 충청남도 천안시 서북구 성거읍 망향로 797-48
- 효종연구소 : 경기도 용인시 기흥구 동백죽전대로 315-20

## 참고 문헌
- 유귀훈 (2011). 《종근당 스케치》. 매경출판(주). ISBN 978-89-7442-734-4.